# Futsal-liiga 1999-2000
La Futsal-liiga 1999-2000 è stata la terza edizione del campionato finlandese di calcio a 5, svoltasi nel 1999-2000 si è strutturato in due gironi (uno da 7 squadre, l'altro da 8), con fase finale a Helsinki tra le prime due di ogni girone.

## Prima fase

### Girone 1
| Pos | Squadra           | Pti | G  | V  | N | P  | GF | GS |
| --- | ----------------- | --- | -- | -- | - | -- | -- | -- |
| 1   | Willmanstrand     | 30  | 12 | 10 | 0 | 2  | 69 | 38 |
| 2   | Honka             | 27  | 12 | 9  | 0 | 3  | 68 | 52 |
| 3   | KTP               | 24  | 12 | 8  | 0 | 4  | 61 | 38 |
| 4   | Duck Park Rangers | 20  | 12 | 6  | 2 | 4  | 51 | 39 |
| 5   | Akilles           | 10  | 12 | 3  | 1 | 8  | 53 | 68 |
| 6   | PIF               | 7   | 12 | 2  | 1 | 9  | 38 | 68 |
| 7   | PiPS              | 6   | 12 | 2  | 0 | 10 | 32 | 70 |

### Girone 2
| Pos | Squadra       | Pti | G  | V | N | P | GF | GS |
| --- | ------------- | --- | -- | - | - | - | -- | -- |
| 1   | FTK           | 30  | 14 | 9 | 3 | 2 | 71 | 41 |
| 2   | GBK           | 25  | 14 | 8 | 1 | 5 | 60 | 51 |
| 3   | LaVe          | 24  | 14 | 8 | 0 | 6 | 71 | 48 |
| 4   | KaDy          | 22  | 14 | 7 | 1 | 6 | 73 | 62 |
| 5   | Loiske        | 18  | 14 | 5 | 3 | 6 | 57 | 65 |
| 6   | Pallohait     | 18  | 14 | 6 | 0 | 8 | 52 | 72 |
| 7   | Gepardi       | 13  | 14 | 4 | 1 | 9 | 77 | 93 |
| 8   | TP-Seurahuone | 14  | 12 | 4 | 1 | 9 | 50 | 81 |

## Seconda fase

### Semifinali
| Helsinki 20 febbraio 2000 | Willmanstrand | 10 – 1 | Gamlakarleby Bk |  |

| Helsinki 20 febbraio 2000 | Kemi-Tornio | 6 – 4 | Honka |  |

### Finale 3°-4°
| Helsinki 20 febbraio 2000 | Gamlakarleby Bk | 1 – 4 | Honka |  |

### Finale
| Helsinki 20 febbraio 2000 | Willmanstrand | 3 – 1 | Kemi-Tornio |  |